# Golar Igloo
Golar Igloo – плавуча установка з регазифікації та зберігання зрідженого природного газу (Floating storage and regasification unit, FSRU), споруджена для норвезької компанії Golar. В 2021-му була продана компанії Energos (створена інвестиційним фондом Apollo та американською енергетичною компанією New Fortress Energy) та отримала нову назву Energos Igloo.

## Загальна інформація
Станом на кінець 2010-х років Golar стала другою в світі (після Excelerate Energy зі штаб-квартирою в Техасі) за розмірами свого флоту FSRU. Golar Igloo стало її п’ятим судном цього типу та першим спеціально спорудженим, а не переобладнаним із ЗПГ-танкера.
Судно створили в 2014 році на південнокорейській верфі компанії Samsung Heavy Industries у Кодже.
Розміщена на борту регазифікаційна установка здатна видавати до 21 млн м3 на добу, втім, номінальна потужність становить 14 млн м3  (5 млрд м3 на рік). Зберігання ЗПГ відбувається у резервуарах загальним об’ємом 170 150 м3. 
За необхідності, судно може використовуватись як звичайний ЗПГ-танкер та пересуватись зі швидкістю 19,5 вузла.

## Служба судна
Починаючи з 2014 року Golar Igloo працювала у складі кувейтського терміналу Міна-аль-Ахмаді. Оскільки під час зимового періоду в Кувейті суттєво зменшується попит на електроенергію, а отже і на природний газ, передбачалось використання установки протягом 9 місяців на рік. Термін контракту складав 5 років, проте у підсумку кувейтці скористались своїм правом продовжити чартер  на 2019-й рік, після чого уклали контракт щодо використання судна у 2020 – 2021 роках з можливістю продовження на один рік (останнє передусім залежало від запуску стаціонарного терміналу для імпорту ЗПГ в Аз-Зур, початок роботи якого планувався на 2022 рік).
У вересні 2022-го установка – тепер вже під назвою "Energos Igloo" – прибула до Нідерландів та розпочала роботу на терміналі Еемсгафен.